# Martúrio

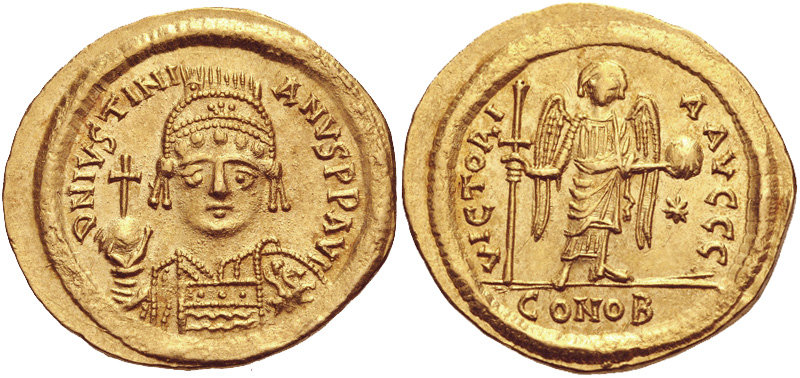
Soldo de Justiniano r.

Martúrio (em latim: Marturius) foi um oficial bizantino do século VI, ativo no reinado do imperador Justiniano (r. 527–565). Aparece no fim de 544 ou começo de 545, quando fez parte das tropas que desertaram ao rebelde Estútias na África após a derrota e captura de Himério. Mais adiante, escapou com Liberato dos rebeldes e convenceu muitos soldados a voltarem a compor as tropas lealistas ao imperador. No outono de 545, foi citado entre os sobreviventes na derrota bizantina na Batalha de Tácia. Na batalha decisiva contra o líder mouro Antalas, participou como tribuno sob o general João Troglita, ao lados dos também tribunos Marciano e Senador.